# スイスの企業一覧
スイスの企業の一覧（スイスのきぎょうのいちらん）は、スイスの代表的企業の一覧である。
- ABB（アセア・ブラウン・ボベリ） 電力機器・重工業
- アクテリオン（Actelion) 製薬
- アデコ（Adecco)　人材派遣
- アリスタ（Aryzta)　食品
- バリー (Bally Shoe) 　製靴
- バリーカレボー（Barry Callebaut)　食品
- カランダッシュ（Caran d'Ache)　筆記具
- チバ (スイス)（Ciba)　特殊化学 (ノバルティス子会社)
- クラリアント（Clariant） 特殊化学
- クレディ・スイス（Credit Suisse)　銀行
- DKSH　商社
- エムスケミー（Ems-Chemie） 特殊化学
- ゲベリット（Geberit） サニタリー機器
- ジョージフィッシャー（Georg Fischer） 配管・工作機械
- GG　オートバイ
- ジボダン（Givaudan)　化学薬品
- グレンコア（Glencore)　総合商社であり鉱山会社
- ホルシム（Holcim)　セメント
- インターナショナル・ウォッチ・カンパニー（IWC)　時計
- ジュリアス・ベア（Julius Bär） プライベートバンク
- カバ・グループ（Kaba） セキュリティ機器
- KamKorp Microelectronics　自動車
- キューネ・アンド・ナーゲル（Kühne + Nagel)　物流
- リンツ&シュプルングリー（Lindt & Sprüngli)　食品
- ロジテック（Logitech International)　電気機器
- ロンバー・オディエ（Lombard Odier & Cie）プライベート・バンキング
- ロンザ（Lonza)　バイオサイエンス
- ミグロ（Migros)　小売
- メーベンピック（Movenpick)　ホテル
- ネスレ（Nestlé)　食品
- ノヴァルティス（Novartis)　製薬
- エリコン（Oerlikon)　産業機器
- オメガ（Omega)　時計
- パートナーズ・グループ（Partners Group） 資産運用
- フォナック（Phonak） 補聴器
- ピクテ銀行（Pictet） プライベートバンク
- クォンティア（Quantya） オートバイ
- リシュモン（Richemont） ラグジュアリーブランド
- Riri（Riri） ファスナー
- ロレックス（Rolex)　時計
- ロシュ（Roche)　製薬
- シンドラーグループ（Schindler Group)　エレベーター、エスカレーター
- シュワルツ・エチエンヌ（Schwarz-Etienne)　腕時計
- SGS　認証
- シグ（SIG)  銃器
- シーカ（Sika)　化成品
- シュタッドラー・レール（Stadler Rail)　鉄道車両
- STマイクロエレクトロニクス（STMicroelectronics)　半導体
- ストローマン（Straumann)　歯科インプラント
- スルザーメテコ（Sulzermetco)　溶射総合メーカー
- スウォッチ・グループ（Swatch Group)　腕時計
- スイスコム（Swisscom） 通信
- スイス インターナショナル エアラインズ（Swiss International Air Lines)　航空 (独ルフトハンザ子会社)
- スイス・ライフ（Swiss Life)　生命保険
- スイス・リー（Swiss Re)　再保険
- シンジェンタ（syngenta）　化学 (農薬・種子)
- タグホイヤー（Tag Heuer)　時計
- テメノス（Temenos)　金融ソフトウェア
- トリンプ・インターナショナル（Triumph International)　下着製造販売
- UBS （UBS AG）総合金融
- ビクトリノックス（Victorinox)　刃物
- チューリッヒ保険（Zurich Insurance） 保険